# Szydłowiec (stacja kolejowa)
Szydłowiec  – stacja kolejowa zlokalizowana w Sadku w gminie Szydłowiec w powiecie szydłowieckim w województwie mazowieckim. Znajduje się w odległości ok. 4 km na wschód od centrum Szydłowca.

## Ruch pasażerski[1]
| Rok  | Wymiana pasażerska na dobę |
| ---- | -------------------------- |
| 2017 | 100-149                    |
| 2018 | 100-149                    |
| 2019 | 150-199                    |
| 2020 | 100-149                    |
| 2021 | 100-149                    |
| 2022 | 150-199                    |
| 2023 | 150-199                    |

## Historia
Podczas II wojny światowej dworzec został zniszczony. Utrzymała się jedynie część hali dworcowej. W istniejącej części dworca mieściły się pomieszczenia techniczne oraz mieszkanie zawiadowcy. Obecnie dworzec niszczeje i jest nieczynny.